# Shoji Takashi
Takashi Shoji (sinh ngày 14 tháng 9 năm 1971) là một cầu thủ bóng đá người Nhật Bản.

## Sự nghiệp câu lạc bộ
Takashi Shoji đã từng chơi cho Kashiwa Reysol, Montedio Yamagata, Oita Trinita và Sun Miyazaki.